# Gian Girolamo Albani
Giovanni Girolamo Albani (Bèrgam, 3 de gener de 1509 - Roma, 15 d'abril de 1591) va ser un cardenal italià del segle xvi.

## Biografia
Gian Gerolamo era representant de la família Albani, família que va ser durant segles una de les més importants de la ciutat de Bèrgam; la ciutat formava part dels dominis de Terra Ferma de la Serenissima. La família tenia com avantpassat el fundador Rotoaldo de Albano (967)
Gian Gerolamo va estudiar a la universitat de Pàdua. És anomenat cavaliere aurato pel dux de Venècia i és collaterale generale de l'exèrcit venecià i podestà i magistrat de Bèrgam. La seva carrera militar, política i a continuació eclesiàstica es desenvolupa en el fons de la lluita llarga i que implica els seus familiars i descendents contra la família Brembati, també originària de Bèrgam, durant molts decennis del segle XVI. Aquesta lluita arribarà a un apogeu funest amb l'assassinat del comte Achille Brembati en mig de la missa a la Basílica Santa Maria Maggiore a Bèrgam. Els seus fils seran condemnats així com els seus esbirros a mort per als uns i a l'exili per als altres.
L'any 1563 després de la mort de la seva esposa, és protonotari apostòlic participantium i a continuació governador de les Marques. El papa Pius V el fa cardenal al consistori papal del 17 de maig de 1570. A partir de 1585 és governador de Bagnoregio. El cardinal Albani és un canonista conegut i és l'autor de De donatione Constantini (Colònia, 1535), De cardinalatu (Roma, 1541), De potestate papæ i concilii (Lió, 1558 i Venècia, 1561) i de De immunitate ecclesiarum, dedicat al papa Juli III (Roma, 1553). És amic del poeta Torquato Tasso. Albani participa al conclave de 1572, on és elegit Gregori XIII. Papable participa també als conclaves de 1585 (elecció de Sixt V) i als dos conclaves de 1590 (elecció de Urbà VII i de Gregori XIV).